# توماس ويبستر
توماس ويبستر (بالإنجليزية: Thomas Webster)‏ هو ربان ‏ أمريكي، ولد في 25 ديسمبر 1909 في لوس أنجلوس في الولايات المتحدة، وتوفي بنفس المكان في 31 يناير 1981.

## وصلات خارجية
- توماس ويبستر على موقع الاتحاد الدولي للملاحة الشراعية (موقع جديد) (الإنجليزية)
- توماس ويبستر على موقع الاتحاد الدولي للملاحة الشراعية (موقع قديم) (الإنجليزية)
- توماس ويبستر على موقع اللجنة الأولمبية الدولية (الإنجليزية)
- توماس ويبستر على موقع أوليمبيديا (الإنجليزية)